# Delta del Tigre
Delta del Tigre is een voormalige zelfstandige stad in Uruguay, die sinds 25 oktober 2006 tot de nieuwgevormde stad Ciudad del Plata behoort, waarvan het een Barrio (stadsdeel) is. In 2010 werd de Municipio de Ciudad del Plata gevormd, waarvan ook de omliggende landelijke gebieden deel uitmaken en dat zich uitstrekt tot kilometer 39 van de autoweg Ruta 1.

## Geografie
Delta del Tigre ligt in het Departamento San José aan de oever van de Río de la Plata. De stad ligt ten westen van de monding van de Santa Lucía in de Río de la Plata. Ze grenst aan Playa Pascual, Safici (Parque Postel) en aan Monte Grande, wat vroeger zelfstandige gemeenten waren en tegenwoordig wijken van Ciudad del Plata.

## Infrastructuur
Door Delta del Tigre loopt de autoweg Ruta 1. Deze gaat van Colonia del Sacramento, de oudste stad van Uruguay, naar de hoofdstad Montevideo die ongeveer 20 km ten oosten van Delta del Tigre ligt.

## Inwoners
Het aantal inwoners van Delta del Tigre bedroeg in het jaar 2011 20.240 waarvan 9.864 mannelijk en 10.376 vrouwelijk.
| Jaar | Aantal inwoners |
| ---- | --------------- |
| 1963 | 3.474           |
| 1975 | 8.831           |
| 1985 | 9.618           |
| 1996 | 14.120          |
| 2004 | 17.457          |
| 2011 | 20.240          |

Het aantal inwoners van Ciudad del Plata als geheel bedroeg in 2011 31.146; een viertal kleinere wijken hadden gezamenlijk circa 11.000 inwoners.